# Ярославка (Буландынский район)
Яросла́вка (каз. Ярославка) — село в Буландынском районе Акмолинской области Казахстана. Входит в состав Журавлёвского сельского округа. Код КАТО — 114039600.

## География
Село расположено в южной части района, на расстоянии примерно 76 километров (по прямой) к юго-западу от административного центра района — города Макинск, в 5 километрах к северу от административного центра сельского округа — села Журавлёвка.
Абсолютная высота — 309 метров над уровнем моря.
Ближайшие населённые пункты: село Журавлёвка — на юге, село Новодонецк — на севере.

## Население
В 1989 году население села составляло 428 человек (из них немцы — 35%, русские — 24%).
В 1999 году население села составляло 294 человека (150 мужчин и 144 женщины). По данным переписи 2009 года, в селе проживало 226 человек (109 мужчин и 117 женщин).
| Численность населения | Численность населения | Численность населения |
| 1989                  | 1999                  | 2009                  |
| --------------------- | --------------------- | --------------------- |
| 428                   | ↘294                  | ↘226                  |

## Улицы[4]
- ул. Бейбитшилик
- ул. Дорожная
- ул. Достык
- ул. Новая
- ул. Новосёлов
- ул. Степная
- ул. Школьная

Решением акима Журавлевского сельского округа Буландынского района Акмолинской области от 16 ноября 2020 года № 3 «О переименовании улиц села Ярославка Буландынского района», зарегистрированное Департаментом юстиции Акмолинской области 20 ноября 2020 года № 8165 — в селе Ярославка были переименованы 2 улицы.